# اشلند (حوزه سرشماری)، مین
اشلند (به انگلیسی: Ashland) یک منطقهٔ مسکونی در ایالات متحده آمریکا است که در شهرستان اروزتوک، مین واقع شده‌است. اشلند ۱۱٫۶ کیلومتر مربع مساحت و ۷۰۹ نفر جمعیت دارد و ۲۱۷٫۰۲ متر بالاتر از سطح دریا واقع شده‌است.